# Auchenoceros punctatus
Auchenoceros punctatus is een  straalvinnige vissensoort uit de familie van diepzeekabeljauwen (Moridae). De wetenschappelijke naam van de soort is voor het eerst geldig gepubliceerd in 1873 door Hutton.